# الصحة العقلية في جنوب شرق إفريقيا
تُشكِّل الصحة النفسية في جنوب شرق إفريقيا مصدر قلق حيث ينتشر المرض النفسي، وغالبًا ما يُنظر إلى قضايا الصحة النفسية في أفريقيا على أنها «أزمة صامتة»؛ نظرًا لأنها تُمنح في الغالب أولوية أقل في منطقة إفريقيا حيث تُزكز المساعدات الدولية على الأمراض المعدية وسوء التغذية، وتواجه كل دولة في جنوب شرق إفريقيا باستمرار حواجز تجعل سياسات الصحة النفسية تحديًا للتنفيذ بما في ذلك الافتقار إلى الحواجز السياسية والاجتماعية والثقافية ودور الطب التقليدي وفيروس نقص المناعة البشرية وفيروس الإيدز ووصمة العار المحيطة بقضايا الصحة العقلية.

## أولوية الصحة النفسية
كتب البروفيسور «أنيانغ نيونجيو» خطابًا في 23 يونيو من عام 2011 إلى اللجنة الوطنية الكينية لحقوق الإنسان حيث يقول فيه: «يوجد حاليًا فجوة كبيرة بين احتياجات الصحة النفسية للكينيين وخدمات الصحة العقلية الحالية على جميع مستويات نظام تقديم خدمات الرعاية الصحية.»
على الرغم من عدم وجود اهتمام بالصحة النفسية في أنظمة الرعاية الصحية إلا أنها تمثل مشكلة كبيرة في دول جنوب شرق إفريقيا، وقد بُذلت جهود في بعض البلدان لتخصيص تمويل لمبادرات الصحة النفسية، وتعد سياسات أوغندا مثالًا رئيسيًا على الجهود الناجحة لتحسين الصحة النفسية في جنوب شرق إفريقيا. في الفترة بين 2006 و 2007، وبعد إجراء تحليل مبدئي أولي لنظام الصحة النفسية في أوغندا تم إنشاء سياسة جديدة للصحة النفسية، وتتمثل رؤية المشروع في أوغندا في القضاء على مشكلات الصحة النفسية والاضطرابات العصبية وتعاطي المخدرات من السكان، ومن هذه الرؤية تم تنفيذ المبادئ التوجيهية، وتم تحديد مجالات الأولوية الرئيسية، وتم اختيار أهداف السياسة، وبدأت وزارة الصحة الأوغندية في جعل الصحة النفسية ذات أولوية وتواصل منظمة الصحة العالمية "WHO" العمل مع الدول النامية في إفريقيا؛ لتنفيذ استراتيجيات لتحسين حالات الصحة النفسية وعلاجها في هذه البلدان، وقد تم إنشاء البلدان القليلة التي لديها سياسات للصحة النفسية قبل عام 1990، وهي في أَمَس الحاجة إلى التحديث، وقد حققت أوغندا نجاحًا كبيرًا في سياساتها الجديدة للصحة النفسية وتعمل بالتعاون الوثيق مع منظمة الصحة العالمية لوضع اللمسات الأخيرة على سياسة الرعاية الصحية الخاصة بها، وتعمل منظمة الصحة العالمية على دفع سياسات الصحة النفسية في البلدان الأخرى إلى الأمام.

## وجهات نظر
تتمتع منطقة البحيرات الكبرى في جنوب شرق إفريقيا بتاريخ قبلي قديم من الطب والممارسات التقليدية، وعلى الرغم من إحراز بعض التقدم الطفيف في توفر موارد الصحة النفسية في هذه المناطق إلا أنه لا يزال الكثير من الناس في المناطق الريفية بجنوب شرق إفريقيا يستخدمون الطرق التقليدية لعلاج الأمراض النفسية، ووفقاً لـ" Vikram Patel" - وهو خبير عالمي في الصحة النفسية وأستاذ في كلية لندن للصحة والطب الاستوائي - فإن وصم الأمراض العقلية يرجع إلى الأساليب التقليدية والثقافية للتعامل مع مثل  هذه الحالات، ولا يمكن تغييره إلا من خلال تحسين الدعم والتعليم، وزيادة الوعي.
في جنوب شرق إفريقيا التقليدي عندما يكون هناك موقف يثير قلق الصحة النفسية فإنه عادة تتم معالجة المريض دون موافقته، على سبيل المثال إذا كان المريض عنيفًا أو مدمرًا فقد تم تخديره من قِبل المعالج التقليدي أو من قِبل أفراد الأسرة من أجل بدء العلاج، وغالبًا ما يتم عزل الناس أو معاملتهم ضد إرادتهم لمنع المرضى من إيذاء أنفسهم أو غيرهم،  وفي سلسلة «سي إن إن» أفريقان فويسز الطبيب النفسي الرائد «فرانك نجينغا» ينص على أنه عندما يعاني المريض من بعض أشكال المرض مثل الاكتئاب أو انفصام الشخصية فإن أفراد المجتمع والمعالجين التقليديين ينظرون إليه في كثير من الأحيان على أنه مملوك للشياطين أو السحر.

## أسباب الأمراض النفسية
تم ربط بعض الأمراض النفسية بعدم توازن المواد الكيميائية في المخ والتي تسمى «الناقلات العصبية»، والتي تساعد هذه الناقلات العصبية الخلايا العصبية في الدماغ على التواصل، وإذا كانت هذه المواد الكيميائية غير متوازنة أو لا تعمل بشكل صحيح فقد لا تنقل الرسائل بشكل صحيح عبر المخ مما يؤدي إلى أعراض المرض النفسي، وبالإضافة إلى ذلك فقد تم ربط العيوب في أو إصابة الدماغ المؤلمة (TBI) بمناطق الدماغ ببعض الحالات النفسية.
قد تساهم العديد من العوامل الاجتماعية والاقتصادية في الصحة النفسية مثل: المرض والاضطرابات السياسية والعنف وأي نوع من الإدمان، وقد يلعب هؤلاء جميعًا دورًا في الحادث المرتفع للأمراض النفسية في جنوب شرق إفريقيا، وقد لا تتوفر الرعاية الكافية للمرضى بسبب الوصمة التي تحيط بالأشخاص الذين يتعاملون مع الأمراض النفسية، وقد يرجع انعكاس هذه الوصمة إلى نقص الموارد التعليمية.
في جنوب شرق أفريقيا عانى الكثير من الناس من اضطراب ما بعد الصدمة فيما يتعلق بالإبادة الجماعية والحرب الأهلية والمواجهات القبلية وحالات اللاجئين، وفي رواندا وأوغندا بشكل خاص  تؤثر اضطرابات ما بعد الصدمة على عدد كبير من السكان؛ بسبب النزاع الأخير والإبادة الجماعية والجرائم ضد الإنسانية.